# Diament

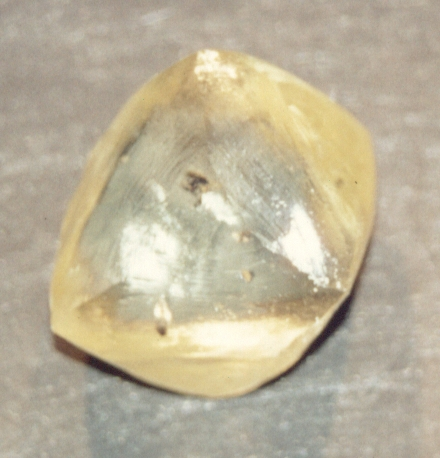
Żółty diament

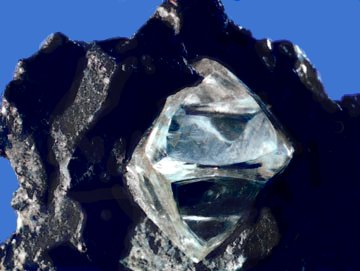
Dobrze wykształcony oktaedr diamentu

Struktura diamentu

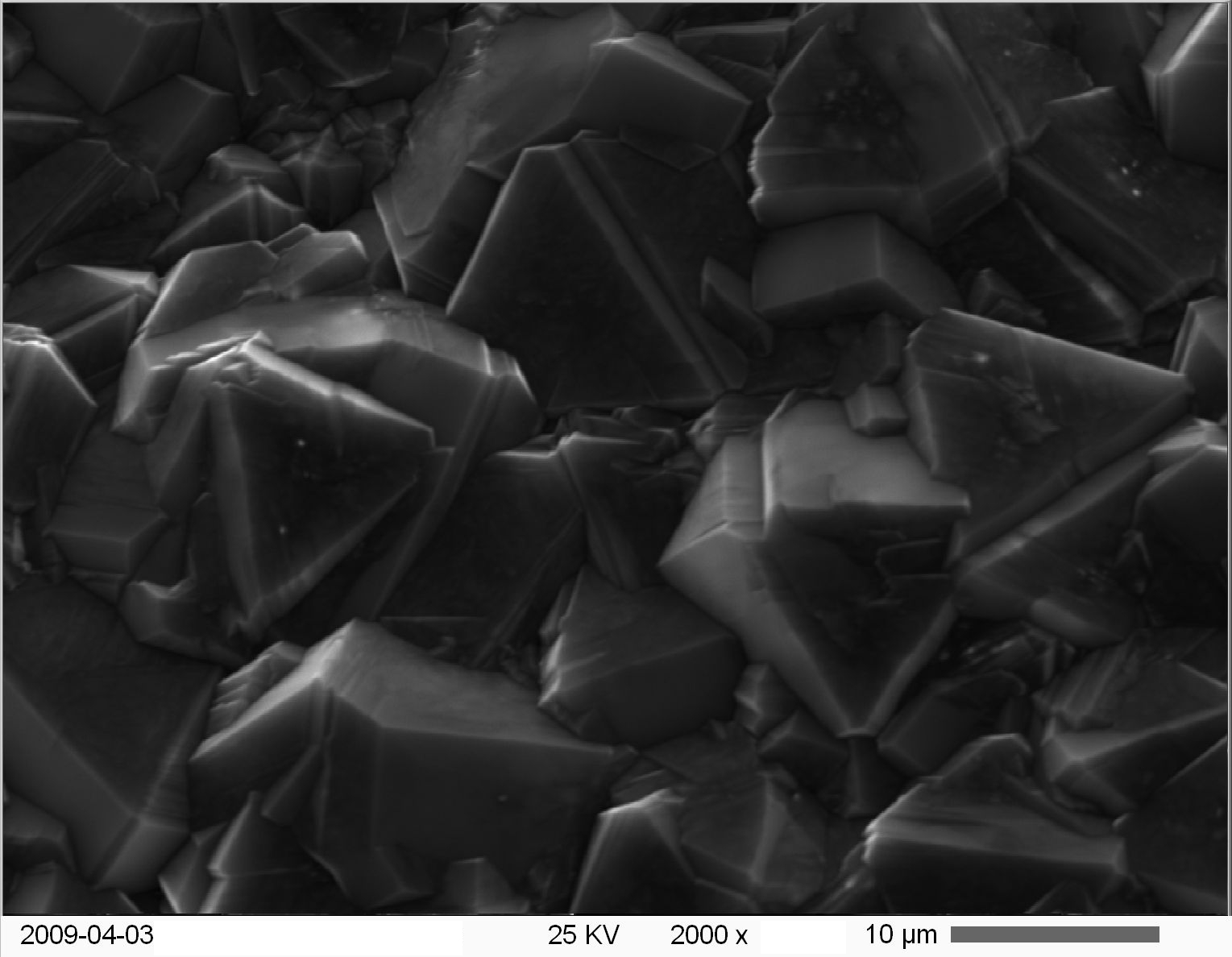
Polikrystaliczna warstwa diamentowa otrzymana metodą HF-CVD

Diament – minerał z gromady pierwiastków rodzimych. Nazwa pochodzi od stgr. ἀδάμας adamas (dopełniacz ἀδάμαντος adamantos, łac. diamentum) ‛niepokonany, niezniszczalny’ i nawiązuje do jego wyjątkowej twardości. Jest najtwardszą znaną substancją występującą w przyrodzie.
Antoine Lavoisier po raz pierwszy spalił diament pod szklanym kloszem, używając promieni słonecznych skupionych soczewką. Udowodnił w ten sposób, że diament to czysty węgiel.

## Właściwości
- Ma dobrą przewodność cieplną (wynikającą z efektywnego przewodnictwa fononowego): 2000 W/(m·K).
- Jest izolatorem (z wyjątkiem diamentu niebieskiego, będącego półprzewodnikiem).
- Jest trudno topliwy (około 3500 °C)[4] i odporny na działanie kwasów i zasad[5].
- Może zawierać wrostki innych minerałów.

Tworzy zazwyczaj niewielkie kryształy przyjmujące postać ośmiościanu, rzadziej sześcianu. Duża część ma zaokrąglone kształty oraz wykazuje zbliźniaczenia. W przyrodzie stanowi jedną z sześciu – obok grafitu, fulerenów, nanopianki, nanorurek i grafenu – odmian alotropowych węgla. Przezroczysty diament zwykle zawiera śladowe ilości azotu, glinu, boru, manganu, krzemu, magnezu, chromu.
Są w nim spotykane różne wrostki mineralne reprezentowane przez: oliwin, granat, pirop, pirotyn, ilmenit, rutyl, grafit, diopsyd, spinel oraz wcześniej wykrystalizowane diamenty. Rodzaj tych inkluzji pozwala na precyzyjne określenie miejsca pochodzenia. Rzadko towarzyszą mu inne minerały, najczęściej są to granaty (pirop, grossular bądź almandyn), piryt, oliwin, flogopit, kalcyt i piroksen.
Jego powierzchnię można zarysować tylko przy pomocy innego diamentu, jest względnie kruchy.
Ze względu na cechy zewnętrzne wyróżnia się kilka typów diamentów:
- bort – występuje w postaci nieregularnych zrostów ziarnistych, drobnokrystalicznych skupień
- ballas – włóknisto-promieniste skupienia kryształów diamentu, występuje zwykle z bortem
- lonsdaleit – odmiana diamentu występująca w meteorytach, o sieci regularnej z licznymi defektami
- karbonado – zwany też czarnym diamentem, występuje w postaci drobnoziarnistych, porowatych skupień zabarwionych na czarno, szaro lub ciemnozielono, o różnej wielkości (aż do wielkości jaja), przypominających z wyglądu koks (spotykanych przede wszystkim w Bahii w Brazylii).

Diamenty naturalne monokrystaliczne klasyfikuje się na cztery grupy:
- typ Ia – stanowi 98% całkowitego wydobycia. Kamienie te zawierają znaczne ilości azotu (około 1%), stanowiącego zanieczyszczenie. Silnie absorbują ultrafiolet, są optycznie przezroczyste dla fal o długości ponad 320 nm; przewodnictwo cieplne 900 W/(m·K), rezystywność elektryczna > 1016 Ω·cm.
- typ Ib – stanowi 1% całkowitego wydobycia. Kamienie te zawierają do 0,2% azotu równomiernie rozproszonego w objętości kryształu. Własności optyczne, cieplne i elektryczne jak typ Ia. Do tej grupy należą prawie wszystkie diamenty syntetyczne.
- typ IIa – rzadko występuje w przyrodzie. Prawie nie zawiera azotu; przewodnictwo cieplne 2600 W/(m·K), rezystywność elektryczna > 1016 Ω·cm
- typ IIb – zawiera domieszkę boru; błękitna barwa, rezystywność elektryczna >10–1000 Ω·cm. Minerały te są półprzewodnikami typu p.

### Znane fizyczne lub chemiczne sposoby otrzymywania
W temperaturze 2000 do 3000 K i pod ciśnieniem między 10 a 50 GPa metan rozpada się tworząc pył diamentowy. Ma to znaczenie dla przewidywań dotyczących formowania się diamentów w lodowych olbrzymach.

## Występowanie

### Występowanie na Ziemi

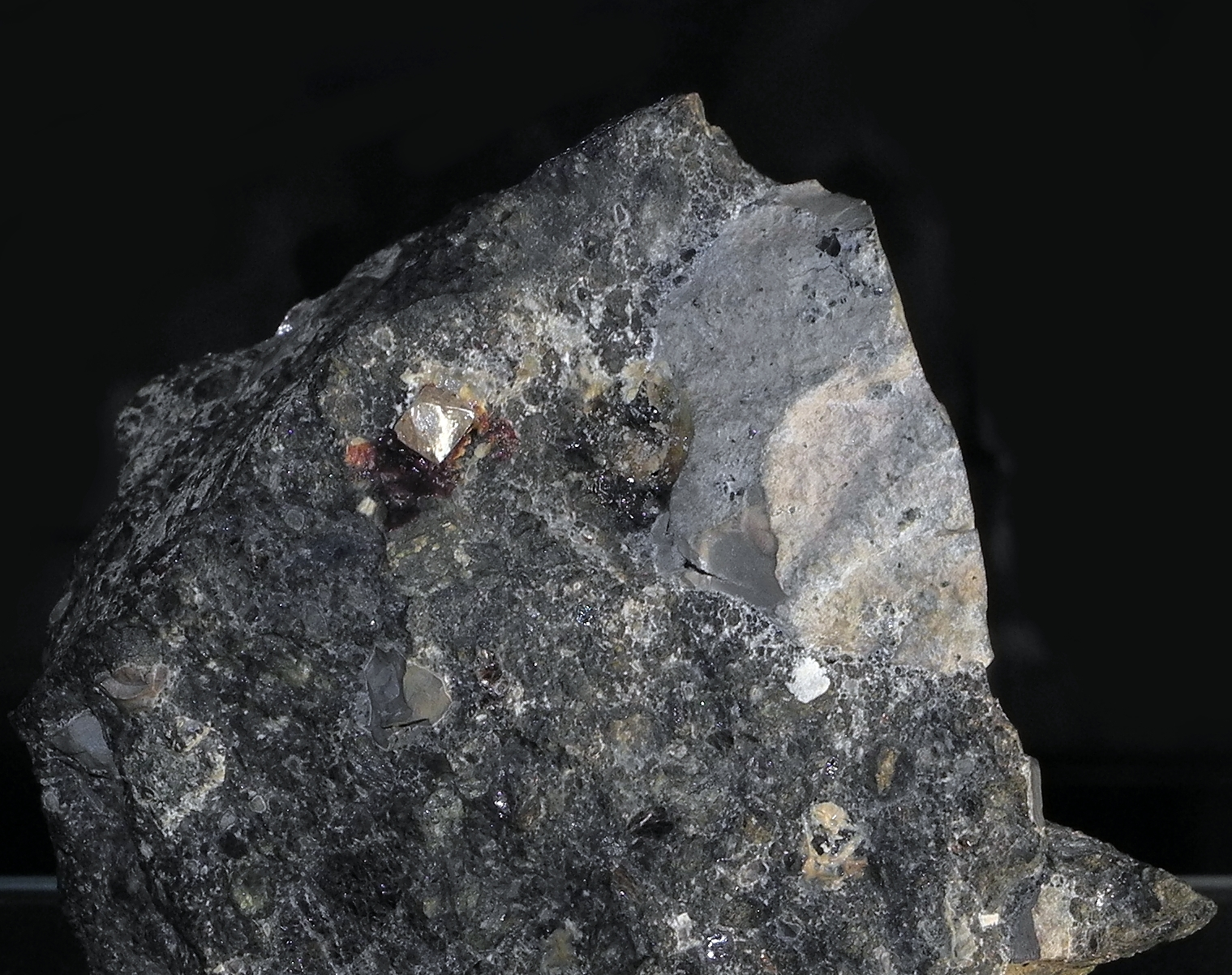
Diament w kimberlicie pochodzący z Afryki Południowej (Muzeum Mineralogiczne we Wrocławiu)

Rozróżnia się dwa rodzaje występowania diamentów:
- złoża pierwotne – znajdujące się w miejscu, gdzie powstały
  - złoża kimberlitowe – mają wielkie znaczenie przemysłowo-gospodarcze (np. południowa Afryka, niektóre złoża w Brazylii).
  - złoża perydotytowe – rzadko spotykane, mają małe znaczenie gospodarcze (np. w Sajanach).
- złoża wtórne – okruchowe, przeniesione w inne okolice
  - złoża aluwialne – tworzą się przy podchodzeniu ku powierzchni utworów diamentonośnych na skutek ich wietrzenia i odłączenia się części lekkich i rozpuszczalnych (np. Indie, Brazylia).
  - złoża deluwialne – są produktem obsunięcia się materiału diamentonośnego posegregowanego dzięki różnicy ciężarów właściwych składników (spotykane w Indiach i Brazylii).
  - aluwialne złoża diamentonośne – występują w łożyskach i tarasach rzek współczesnych i dawnych (np. Borneo, południowa Afryka, Birma, Kongo, Brazylia).
  - złoża okruchowe pochodzenia morskiego – spotykane na brzegach mórz i tarasach morskich w postaci wąskich pasów równoległych do wybrzeża (np. Afryka płd-zach).
  - złoża lodowcowe – znane ze zlepieńców lodowcowych Brazylii i dorzecza Oranje.
  - złoża pochodzenia eolicznego – znane jedynie z pustyni Namib
  - złoża mieszane – złoża Konga i Gujany Brytyjskiej (złoża odkryte w 1887 roku nad rzekami; diamenty dorównują brazylijskim; na 1 m³ przypada ok. 2 karaty diamentów).

Złoża wtórne były znane wcześniej i mają większe znaczenie pod względem wydobytych i wydobywanych dotąd diamentów.
Diamenty występują również w meteorytach jako lonsdaleit, o którym dawniej sądzono, że jest osobnym minerałem o sieci heksagonalnej.
Miejsca występowania:
- Indie – złoża wtórne, znane na wiele wieków p.n.e. i będące jedynym źródłem diamentów do początku XVIII wieku. Obszar diamentonośny ciągnie się na Półwyspie Hindustańskim w dolinach rzek: Penner, Kistnach, Gadavary. Średnia wielkość diamentów wynosi 0,6 karata. Są w najwyższym gatunku pod względem czystości, połysku, przezroczystości. Wydobycie bardzo prymitywne. Złoża prawie wyczerpane.
- Rosja – Jakucja (Trubka Udacznaja), Ural, Półwysep Kolski
- Australia – nad rzekami Gwadir i Darling. Diamenty małe o dużej odporności, mniejszej łupliwości i silnym połysku.
- Afryka Południowa – dorzecze Oranje, Vaal – znane od 1867 roku. W 1870 odkryto wielkie złoża pierwotne typu kimberlitowego około Kimberley. Tu w kopalniach znaleziono największe i najbardziej znane diamenty: Cullinan, Excelsior, Petz, Wiktoria, Juliusz Man. W 1927 wydobyto tam 4 708 038 karatów, a ze złóż pierwotnych 2 138 407 karatów diamentów.
- Demokratyczna Republika Konga – złoża przeważnie okruchowe, diamenty mają głównie znaczenie przemysłowe; wydajność wynosi 2–3 karatów na 1 m³ skały. Dostarczają ok. 65% produkcji światowej.
- Brazylia – Minas Gerais, Mato Grosso, Parana – eksploatację złóż zaczęto w 1721 r. Złoża aluwialne (przy zboczach i tarasach rzek). Zawartość diamentów wynosi przeciętnie 0,5–1 karata na 1 m³ skały. Występuje duża ilość diamentów czarnych (karbonado). Diamentom brazylijskim towarzyszą różne minerały szlachetne i półszlachetne.
- Botswana – Orapa
- Namibia
- Sierra Leone – szczególnie w regionie Koidu, złoża aluwialne
- Senegal
- Kanada
- Stany Zjednoczone – złoża nie mają większego znaczenia przemysłowego
- Angola
- Kongo
- Lesotho
- Tanzania
- Ghana
- Wybrzeże Kości Słoniowej
- Burkina Faso
- Gwinea
- Liberia

Wiek najstarszych diamentów (z Australii) szacuje się na 3 do 4,25 mld lat.

### Występowanie poza Ziemią
Przypuszcza się, że pył diamentowy występuje na planetach Uran i Neptun. W 1999 roku eksperymentalnie sprawdzono, że w warunkach tam panujących metan przekształca się w pył diamentowy i węglowodory.

## Zastosowanie

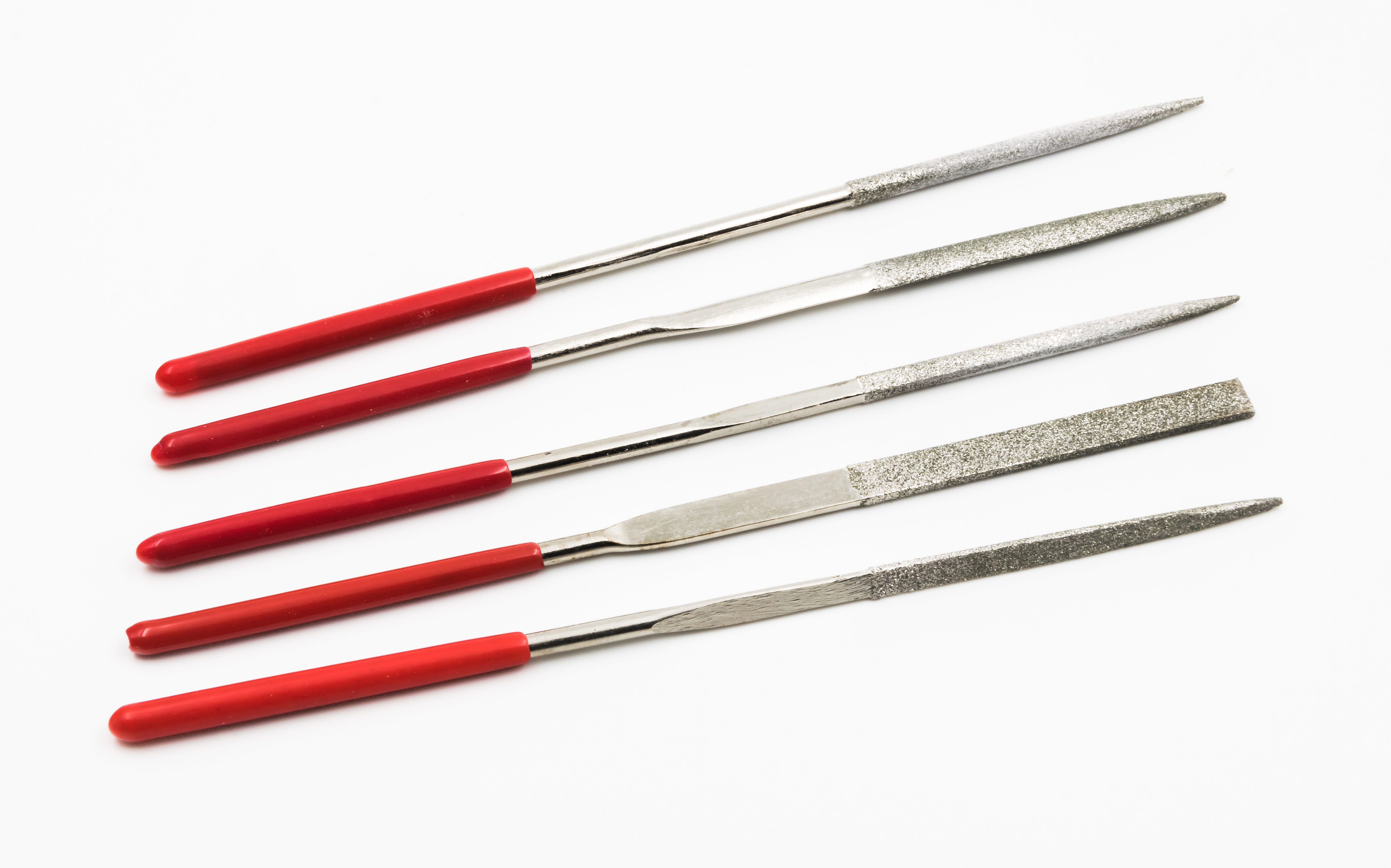
Pilniki iglaki diamentowe

- jest stosowany przy produkcji materiałów ściernych (diamenty syntetyczne) i narzędzi tnących i skrawających (m.in. noży do cięcia szkła)
- do wyrobu past termoprzewodzących (diamenty syntetyczne)
- jako elementy w aparaturze naukowej i medycznej
- detektory cząstek elementarnych, dozymetry
- do wyrobu filier (wkładek kalibracyjnych – narzynek), do ciągadeł drutów i włókien sztucznych. Trwałość ciągadeł diamentowych w przypadku ciągnienia niektórych materiałów może być niemal 250 razy większa niż ciągadeł wykonanych z bardzo twardych węglików spiekanych[13].
- do wyrobu twardościomierzy i igieł fonograficznych
- w jubilerstwie do wyrobu biżuterii – odpowiednio oszlifowane diamenty noszą nazwę brylantów; praktycznie zawsze szlifowane fasetkowo[7]; cechy kamieni jubilerskich ma 10–20% wydobywanych diamentów

## Imitacje diamentów

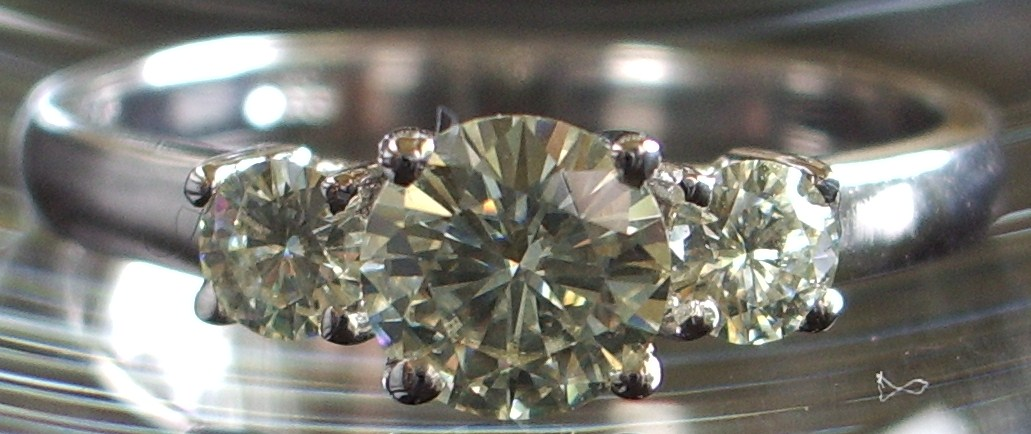
Pierścionek z oszlifowanymi syntetycznymi węglikami krzemu

Diament, jako jeden z najbardziej cenionych kamieni szlachetnych, był od wieków pożądany, a co za tym idzie próbowano stosować materiały zarówno naturalne, jak i syntetyczne do jego naśladowania.
Jako imitacje najczęściej stosowane są:
- cyrkon – łatwy do rozpoznania po znacznie większej gęstości
- korund – stosowne bezbarwne odmiany szafirów: leukoszafiry, charakteryzują się większą gęstością od diamentu oraz mniejszym współczynnikiem załamania światła i dyspersji
- topaz – odmian bezbarwne, jak i lekko zabarwione, łatwe do rozpoznania po niewielkiej dyspersji i znacznie niższym współczynniku załamania światła. W przeszłości topaz był powszechnie stosowany, nierzadko czerpano z tego niemałe zyski.
- spinel – zarówno naturalny, jak i syntetyczny; podobnie jak w przypadku topazu mniejsza dyspersja i współczynnik załamania światła
- rutyl – zarówno naturalny, jak i syntetyczny; większa gęstość, większy współczynnik załamania światła, znacznie mniejsza twardość
- kwarc, głównie kryształ górski – niski współczynnik załamania światła i dyspersja powodują brak tak zwanego ognia charakterystycznego dla diamentów; znacznie mniejsza twardość i gęstość; stosowany już w starożytności
- cyrkonia – syntetyczny dwutlenek cyrkonu – znacznie większa gęstość, mniejszy współczynnik załamania światła, większa dyspersja. Jeden z chętniej stosowanych materiałów na imitacje diamentów ze względu na bardzo niską cenę oraz występowanie w widocznym stopniu tzw. ognia.
- YAG – syntetyczny granat itrowo-aluminiowy – większa gęstość, mniejszy współczynnik załamania światła i dyspersja, silny połysk
- moissanit – syntetyczna bezbarwna odmiana węgliku krzemu (karborundu) – mniejsza gęstość, znacznie większa dyspersja, duża twardość (ok. 9,25 w skali Mohsa). Obecnie, dzięki ulepszonym metodom wytwarzania, jest coraz częściej stosowany w jubilerstwie.
- szkło ołowiowe – prymitywna metoda polegająca na stosowaniu szkła o dużym współczynniku załamania światła (w stosunku do innych gatunków), duża gęstość dochodząca nawet do 6 g/cm³, mała twardość (ok. 5 w skali Mohsa), uczucie ciepła przy dotknięciu wynikające ze słabego przewodnictwa cieplnego szkła; materiał bardzo tani
- tworzywa sztuczne – cały szereg różnych materiałów – podobnie jak w przypadku szkła stosowane tylko w przypadku najtańszych zastosowań, znikoma twardość (ok. 2 w skali Mohsa), znacznie mniejsza gęstość, mniejsza dyspersja i współczynnik załamania światła, uczucie ciepła przy dotknięciu.

Osobną grupę stanowią syntetyczne diamenty, będące materiałami o takich samych właściwościach mechanicznych, fizycznych i chemicznych co diamenty naturalne. Zastosowanie jest ograniczone ze względu na wysokie koszty wytwarzania i trudności w uzyskiwaniu większych czystych kryształów. Bardzo trudne do odróżnienia od naturalnych. Badania nad syntezą diamentów o znaczeniu jubilerskim prowadzi, między innymi, firma De Beers. Niezależne badania prowadzone są też na terenie Rosji.
Próba syntezy diamentu jest tematem powieści Juliusza Verne’a Gwiazda Południa.

## Znane diamenty
Do najsłynniejszych diamentów na świecie należą:
- Cullinan – 3106 karatów, jest to największy znany diament, podzielony na 105 części i oszlifowany, znaleziony w 1905 niedaleko Pretorii
- Lesedi la rona – 1109 karatów, znaleziony w Botswanie w 2015 roku,
- Excelsior – 995,2 karata, podzielony na 11 części i oszlifowany
- Prezydent – 726,6 karata, brazylijski, podzielony na 29 części i oszlifowany
- Jonker – 726 karatów, podzielony na 15 części i oszlifowany
- Jubilee – 650,8 karata, po oszlifowaniu 245 karatów
- Centenary – 599 karatów znaleziony w kopalni Premier 17 lipca 1986. Szlifowanie trwało niemal 3 lata (szlifierzem był Gabi Tolkowsky). Po oszlifowaniu kamień ma 273,85 karatów.
- Imperial (Victoria, Great White, Nizam) – 457 karatów, oszlifowany
- Prezydent – 425 karatów, brazylijski
- Regent – 410 karatów, po oszlifowaniu 140,5 karata, obecnie w Luwrze
- Szach – 3 × 1 cm, obecnie w skarbcu na Kremlu
- Orłow – ok. 400 karatów, po oszlifowaniu 189,6 karata
- Gwiazda Jakucji – 234 karaty, syberyjski
- Millennium Star – 203 karaty
- Koh-i-noor – 181,1 karata, indyjski, po oszlifowaniu 108,93 karata, zdobi brytyjskie klejnoty koronne
- Hope – 67,125 karata, po oszlifowaniu 44,4 karata, największy barwny diament – szafirowoniebieski.

27 sierpnia 2007 podano informację o odkryciu największego diamentu na świecie, ważącego dwukrotnie więcej od dotychczasowego rekordzisty (ok. 7 tys. karatów), co okazało się oszustwem.
Najcenniejsze diamenty w Polsce:
- wielki czarny diament w złotej puszce św. Stanisława (1504, skarbiec katedry na Wawelu)
- bezbarwny diament w koronie monstrancji Jana Kazimierza (1672, skarbiec klasztoru Paulinów na Jasnej Górze) – 10 karatów.

Wartość diamentu zależy od jego czystości, koniunktury na rynku i wielu innych czynników.